# Municipal Auditorium (Kansas City, Missouri)
Pour les articles homonymes, voir Municipal Auditorium.
Le Municipal Auditorium est une salle omnisports située à Kansas City dans le Missouri. L'aréna fut le domicile des Kings de Kansas City-Omaha entre 1972 et 1974.

## Événements
- Final Four basket-ball NCAA, 1940, 1941, 1942, 1953, 1954, 1955, 1957, 1961 et 1964[1]
- Championnat de basket-ball masculin NAIA, 1937 à 1943, 1945 à 1974, depuis 2002[2]